# Борковский поселковый совет Харьковской области
Борковский поселковый совет — упразднённая административная единица в составе Нововодолажского района Харьковской области Украины.
Административный центр поселкового совета находился в пгт Борки.

## История
- 1938 — дата образования.

## Населённые пункты совета
- пгт Борки
- село Василевское
- село Гуляй Поле
- село Ключеводское
- село Липковатовка